# Taenioides anguillaris
Taenioides anguillaris är en fiskart som först beskrevs av Carl von Linné 1758.  Taenioides anguillaris ingår i släktet Taenioides och familjen smörbultsfiskar. Inga underarter finns listade i Catalogue of Life.